# Герцог Мандас и Вильянуэва

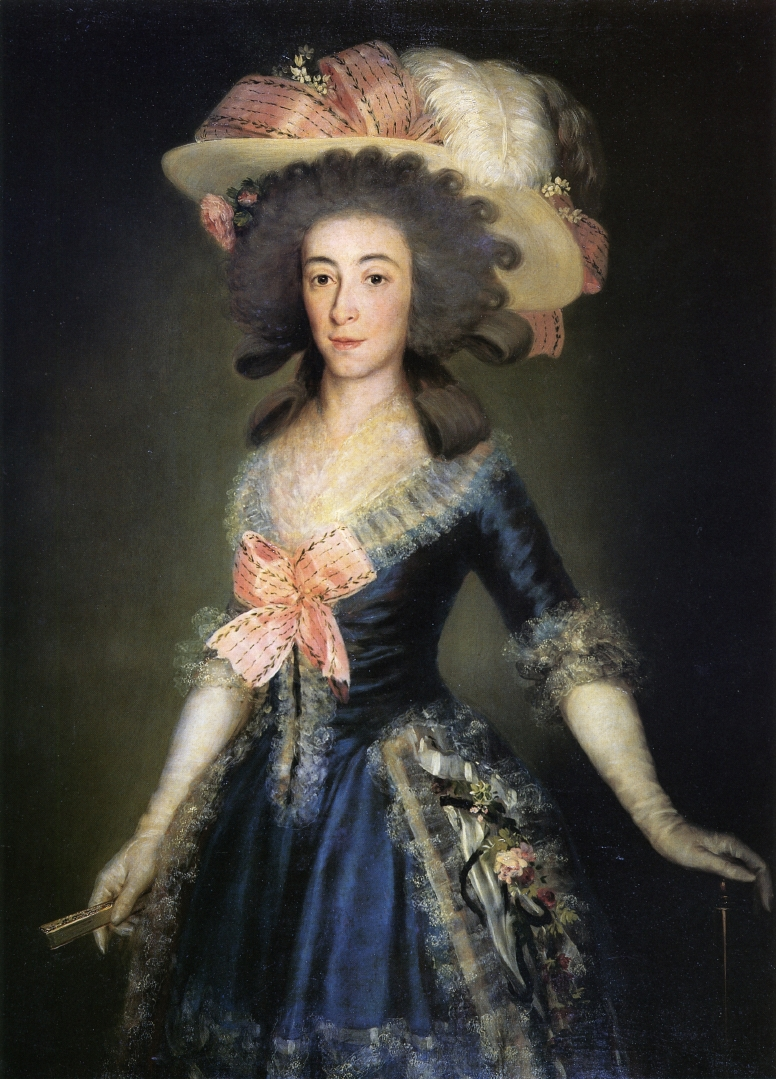
Мария Хосефа Пиментель и Тельес-Хирон, 12-я герцогиня Аркос, 12-я герцогиня Бенавенто, 10-я герцогиня Мандас и Вильянуэва, 13-я герцогиня Бехар, 14-я герцогиня Гандия, 13-я герцогиня Пласенсия (1750—1834)

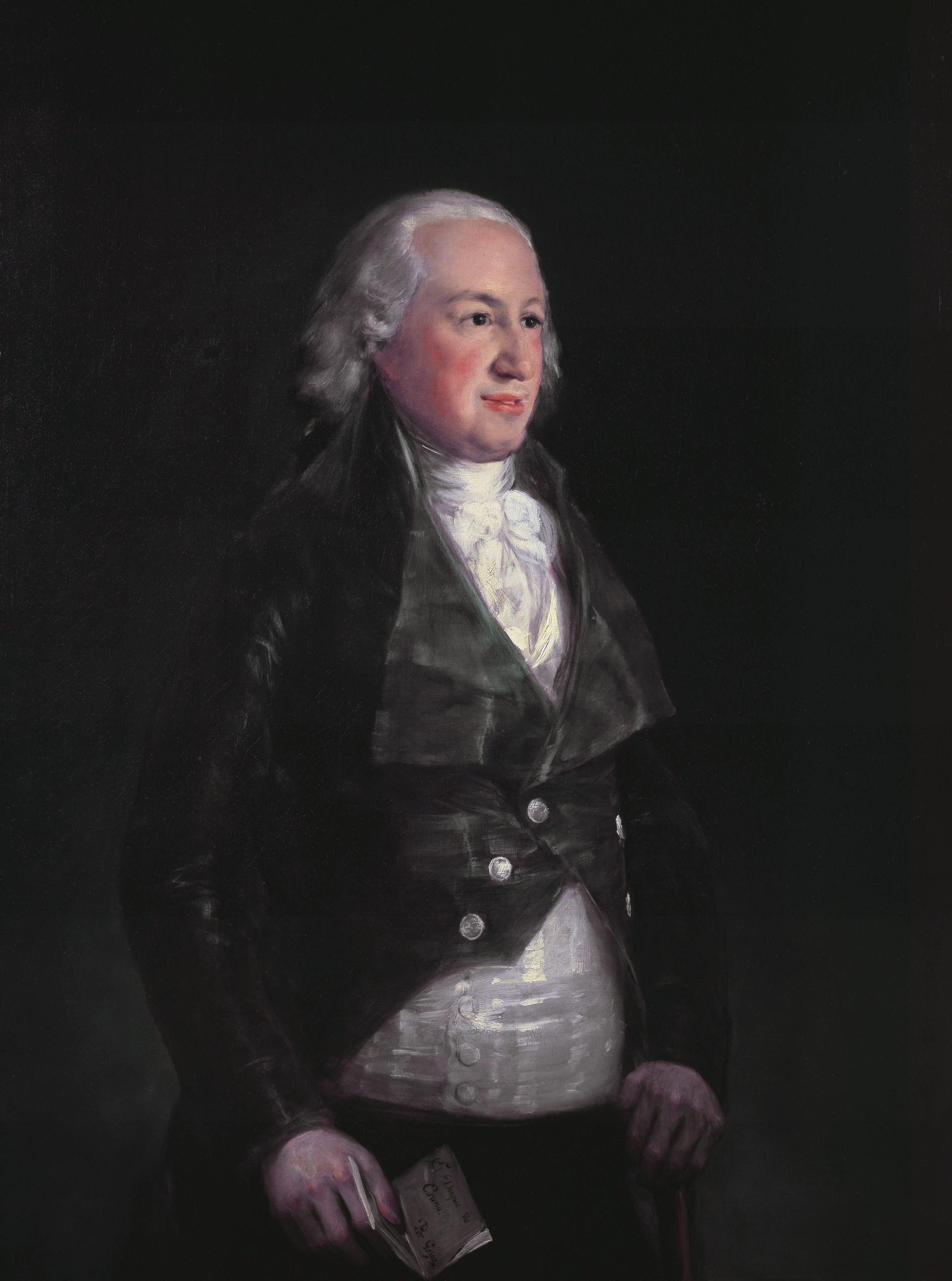
Педро де Алькантара Тельес-Хирон, 11-й герцог де Осуна, 10-й герцог де Пастрана, 14-й герцог дель Инфантадо, 14-й герцог Бехар, 13-й герцог Аркос, 11-й герцог Мандлас и Вильянуэва (1810—1844), портрет Франсиско Гойи

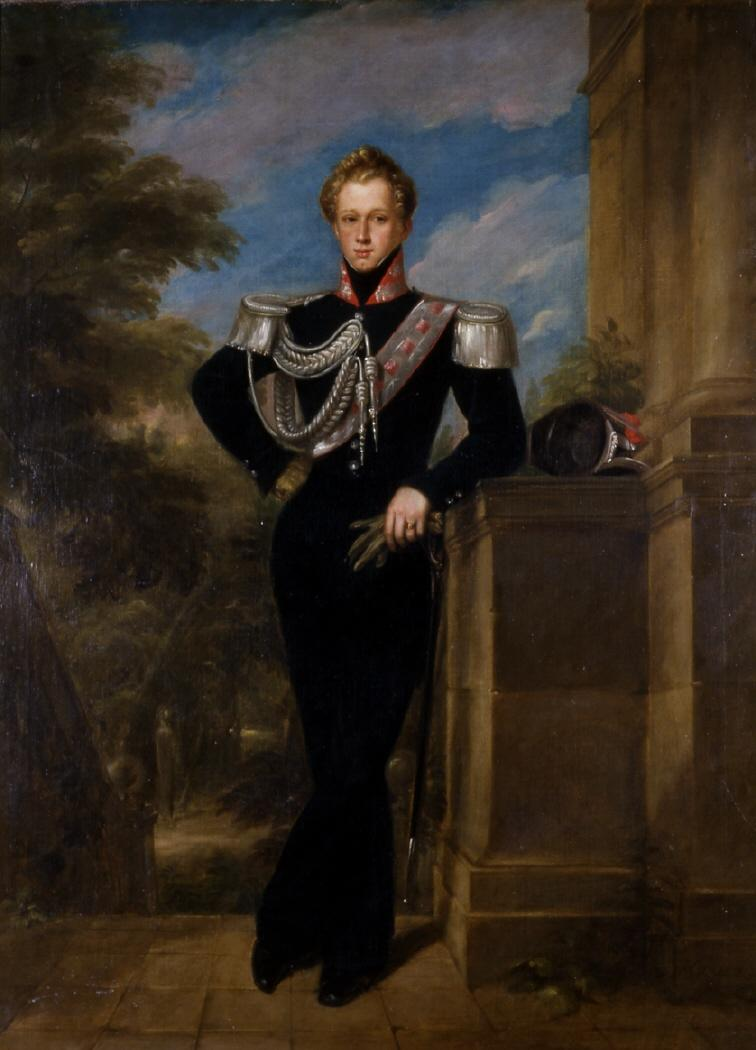
Мариано Тельес-Хирон, 12-й герцог де Осуна, 16-й герцог Гандия, 15-й герцог дель Инфантадо, 12-й герцог Мандас и Вильянуэва (1814—1882)

Герцог де Мандас и Вильянуэва — испанский дворянский титул. Он был создан 23 декабря 1614 года королем Филиппом III в Сардинском королевстве для Педро Масы де Лисано и Карроса, 1-го маркиза де Терранова, сеньора баронств Касталья и Айора в Королевстве Валенсия и феода Мандас на Сардинии.
Педро Маса де Лисана и Каррос был сыном Бальтазара Масы де Лисаны, сеньора Каталь и Айоры в Валенсии и феода Мандас в Сардинии, и Франсиски Уртадо де Мендоса, дочери Луиса Уртадо де Мендосы и Пачеко, 2-го маркиза де Мондехар, 3-го графа Тендилья, и Каталины де Мендосы из семьи графов Монтеагудо. По мужской линии Педро Маса де Лисана и Каррос происходил из семьи Ладрон де Вильянуэва или Паллас, виконтов де Чельва и графов де Синаркас, но его отец принял фамилию Маса де Лисана, чтобы унаследовать имущество своего родственника Брианда Масы и Карроса.
Титул герцога де Мандас и Вильянуэва был восстановлен королем Испании Альфонсо XII для Марии Кристины Фернанды Брунетти Гайосо де лос Кобос, графини де Белалькасар (1831—1914).
Название герцогского титула происходит от названия муниципалитета Мандас на острове Сардиния и, вероятно, от соседнего города Вилланова (Вильянуэва), который, как и Мандас, входит в состав провинции Кальяри. Хотя вторая часть названия может происходить от названия Вильянуэва (Виланова в Валенсии), муниципалитета Бенахебер в провинции Валенсия, который был резиденция рода Ладрон де Паллас, сеньоров де Бенахебер и графов де Синаркас.

## Герцоги де Мандас и Вильянуэва
|                                 | Титул | Период                       |
| Креация создана Филиппом III    | Креация создана Филиппом III | Креация создана Филиппом III |
| ------------------------------- | --- | ---------------------------- |
| I                               | Педро Маса де Лисана и Каррос (ум. 1617), сын Бальтазара Масы де Лисаны и Франсиски Уртадо де Мендоса | 1614-1617                    |
| II                              | Хуан Уртадо де Мендоса (25 февраля 1555 — 1 августа 1624), сын Иньиго Лопес де Мендосы, 3-го маркиза де Мондехар (ок. 1520—1580), и Марии де Мендосы | 1617-1624                    |
| III                             | Ана де Мендоса (ок. 1595 — 5 февраля 1629), дочь предыдущего и Аны де Мендосы, 6-й герцогини дель Инфантадо (1554—1633) | 1624-1629                    |
| IV                              | Франсиско Диего Лопес де Суньига и Сотомайор (1596 — 1 ноября 1636), единственный сын Алонсо Диего Лопеса де Суньига Сотомайор де Гусман, 6-го герцога де Бехара (1580—1619), и Хуаны Уртадо де Мендоса и Энрикес                                                                                 | 1629-1636                    |
| V                               | Альфонсо Лопес де Суньига и Сотомайор Мендоса (11 февраля 1621 — 1 августа 1660), старший сын предыдущего и Аны де Мендосы, герцогини де Мандас (ок. 1595—1629) | 1636-1660                    |
| VI                              | Хуан Мануэль Лопес де Суньига и Сотомайор Мендоса (ок. 16 января 1622 — 14 ноября 1660), второй сын Франсиско Диего Лопеса де Суньига-Сотомайор и Мендоса, 7-го герцога де Бехар, и Аны де Мендосы, герцогини де Мандас, младший брат предыдущего                                                 | 1660-1660                    |
| VII                             | Мануэль Диего Лопес де Суньига Сотомайор и Сармьенто (4 января 1657 — 17 июля 1686), старший сын предыдущего и Тересы Сармьенто де Сильвы и Фернандес де Ихар | 1660-1686                    |
| VIII                            | Хуан Мануэль Лопес де Суньига Сотомайор и Кастро (16 февраля 1680 — 2 декабря 1747), старший сын предыдущего и Марии Альберты де Португаль и Борха (1665—1706) | 1686-1747                    |
| IX                              | Хоакин Диего Лопес де Суньига Сотомайор и Кастро (28 апреля 1715 — 10 октября 1777), единственный сын предыдущего и Рафаэлы де Кастро Португаль и Сентурион (1693—1718) | 1747-1777                    |
| X                               | Мария Хосефа Пиментель Тельес-Хирон Борха и Сентельес (26 ноября 1752 — 5 октября 1834), единственная дочь Франсиско де Борха Алонсо Пиментеля и Борха, 14-го графа и 11-го герцога де Бенавенте, 12-го герцога де Аркос (1706—1763), и Марии Фаустины Тельес-Хирон и Перес де Гусман (1724—1797) | 1777-1834                    |
| XI                              | Педро де Алькантара Тельес-Хирон и Бофор Спонтин (10 сентября 1810 — 29 сентября 1844), старший сын Франсиско де Борха Тельес-Хирон и Пиментель, 10-го герцога де Осуны (1785—1820), и Марии Франсиски де Бофор и Альварес де Толедо, графини де Бофор-Спонтин (1785—1830)                        | 1834-1844                    |
| XII                             | Мариано Тельес-Хирон и Бофор Спонтин (19 июля 1814 — 2 июня 1882), младший сын Франсиско де Борха Тельес-Хирон и Пиментель, 10-го герцога де Осуны (1785—1820), и Марии Франсиски де Бофор и Альварес де Толедо, графини де Бофор-Спонтин (1785—1830)                                             | 1844-1882                    |
| XIII                            | Мария дель Росарио Тельес-Хирон и Фернандес де Веласко (23 сентября 1840 — 15 февраля 1896), старшая дочь Тирсо Марии Тельес-Хирон и Фернандес де Сантильян (1817—1871) и Бернардины Марии де ла Виситасион Фернандес де Веласко Пачеко и Рока де Тогорес, 19-й герцогини де Эскалона (1815—1869) | 1882-                        |
| Креация воссоздана Альфонсо XII | |                              |
| XIV                             | Мария Кристина Фернанда Брунетти и Гайосо де лос Кобос (15 января 1831 — 1914), вторая дочь Ласаро Брунетти и Сальвиони, графа де Брунетти и Марии Хосефы Гайосо де лос Кобос и Тельес-Хирон | 1884-1914                    |
| XV                              | Мария Рафаэла Фернандес де Хенестроса и Гайосо де лос Кобос (16 декабря 1882 — 16 января 1979), вторая дочь Игнасио Фернандеса де Хенестроса и Ортис де Мионьо, 12-го маркиза де Сильеруэло (1851—1934), и Франсиски де Борха Гайосо де лос Кобос и Севилья, 15-й маркизы де Камараса (1854—1926) | 1919-1979                    |
| XVI                             | Игнасио де ла Уэрта и Фернандес де Хенестроса (8 августа 1913 — 19 сентября 2001), единственный сын предыдущей | 1982-2001                    |
| XVII                            | Рикардо Игнасио Рафаэль де ла Уэрта и Осорес (род. 27 июня 1946), второй сын предыдущего | 2002 — настоящее время       |